# Danh sách di sản thế giới tại Ba Lan

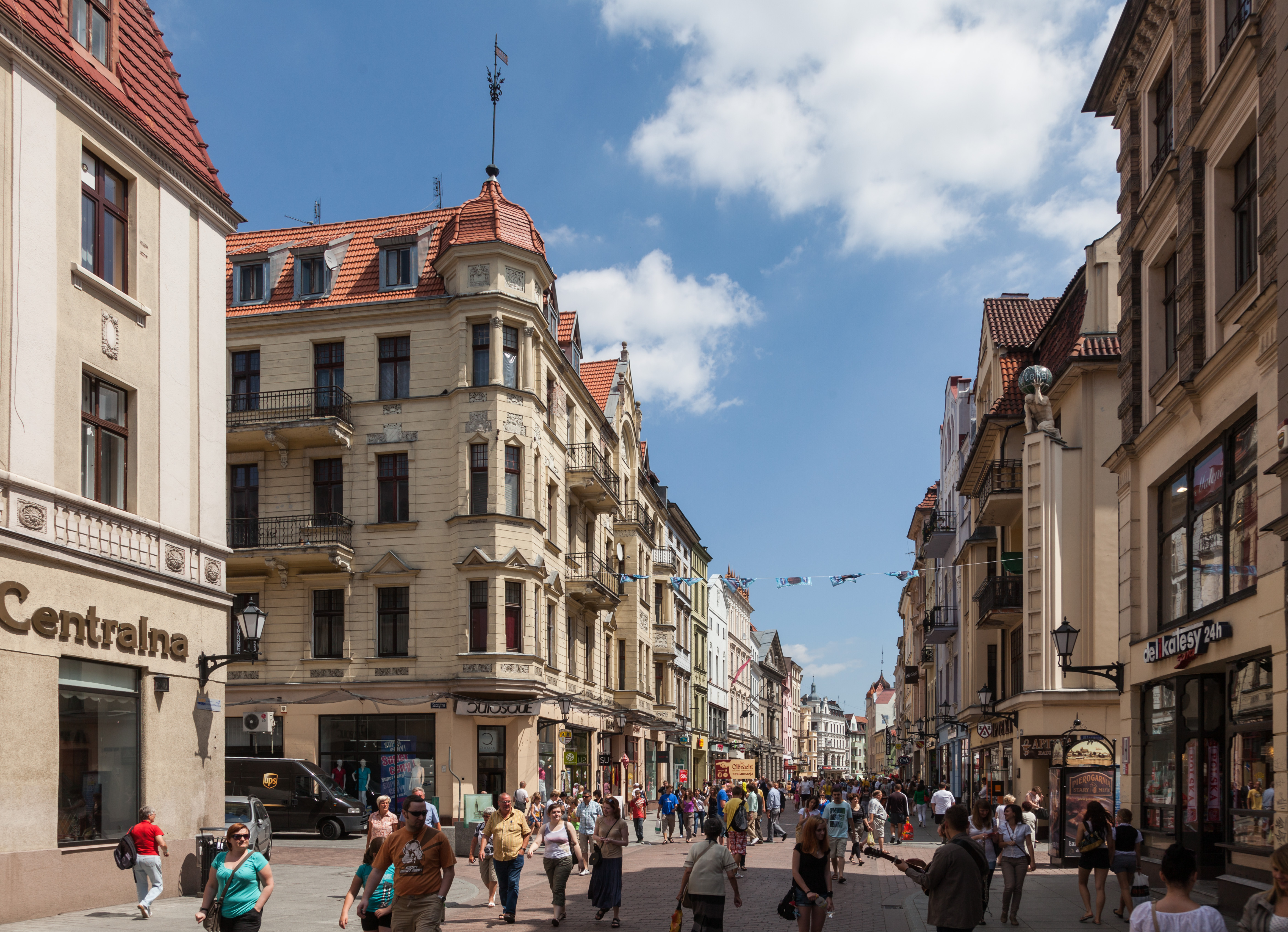
Thành phố lịch sử thời Trung cổ Toruń được coi là một trong những thành phố đẹp và bảo tồn tốt nhất châu Âu. Đây là Di sản thế giới của UNESCO năm 1997.

Di sản thế giới của UNESCO là một địa điểm được liệt kê như là một nơi nổi bật và quan trọng về văn hóa hoặc thiên nhiên đối với nhân loại. Tính đến hết năm 2019, Ba Lan có tổng cộng 16 di sản thế giới được công nhận, trong đó có 15 di sản văn hóa và 1 di sản thiên nhiên. Hai địa điểm đầu tiên được ghi trong Danh sách Di sản thế giới vào năm 1978 là Trung tâm lịch sử Kraków và Mỏ muối Hoàng gia Wieliczka. Trong khi địa điểm mới nhất được thêm vào là Mỏ đá lửa Krzemionki.
Ba trong số các di sản thế giới là di sản xuyên quốc gia, đó là Rừng Białowieża (chung với Belarus), Nhà thờ gỗ Tserkvas trên dãy Karpat ở Ba Lan và Ukraina (chung với Ukraina), và Công viên Muskau/Mużakowski (chung với Đức). Rừng Białowieża cũng là di sản tự nhiên duy nhất cho đến thời điểm hiện tại ở Ba Lan.

## Danh sách
Dưới đây là danh sách các di sản thế giới tại Ba Lan.
| Tên | Hình ảnh     | Vị trí                                                                    | Thời kỳ           | Số liệu UNESCO                       | Mô tả |
| --- | ------------ | ------------------------------------------------------------------------- | ----------------- | ------------------------------------ | --- |
| Trung tâm lịch sử Kraków                                                                                   |              | Kraków 50°04′01″B 19°57′36″Đ / 50,067°B 19,96°Đ                           | Thế kỷ 11-19      | 29; 1978; Văn hóa: iv                | Thị trấn cổ Kraków là khu vực lịch sử của thành phố Kraków, Ba Lan. Đây là một trong những quận cổ xưa nổi tiếng nhất ở Ba Lan và là trung tâm đời sống chính trị Ba Lan từ năm 1038 cho đến khi vua Zygmun III Vasa rời tới Warszawa năm 1596. Toàn bộ thị trấn cổ trung cổ là một trong những địa điểm đầu tiên được công nhận là Di sản thế giới của UNESCO, như là Trung tâm lịch sử Kraków. |
| Các mỏ muối Hoàng gia Wieliczka và Bochnia                                                                 |              | Wieliczka 49°58′45″B 20°03′50″Đ / 49,979167°B 20,063889°Đ                 | Thế kỷ 13-20      | 32; 1978; 2013 (mở rộng) Văn hóa: iv | Mỏ muối Wieliczka nằm ở thị trấn Wieliczka, trong khu vực đô thị Kraków, còn mỏ muối Bochnia nằm tại Bochnia thuộc Małopolskie, miền nam Ba Lan. Các mỏ sản xuất muối ăn liên tục từ thế kỷ 13 Cho đến năm 2007, đây là một trong những nơi hoạt động lâu đời nhất trên thế giới về khai thác muối, thuộc sở hữu của công ty Żupy krakowskie, được cho là công ty lâu đời thứ 14 trên thế giới. |
| Auschwitz Birkenau, Trại tập trung và trại hủy diệt của Đức Quốc xã (1940–1945)                            |              | Oświęcim 50°02′09″B 19°10′42″Đ / 50,035833°B 19,178333°Đ                  | 1940-1945         | 31; 1979; Văn hóa: vi                | Auschwitz là hệ thống trại tập trung và trại hủy diệt của Đức Quốc xã tại Các khu vực Ba Lan bị Đức Quốc xã sáp nhập trong Chiến tranh thế giới thứ hai. Đây là trại tập trung lớn nhất của Đức, bao gồm Auschwitz I (Stammlager hay căn cứ); Auschwitz II–Birkenau (Vernichtungslager hay trại tập trung); Auschwitz III–Monowitz, còn được biết đến là Buna–Monowitz (trại lao động); và 45 trại vệ tinh. |
| Rừng Białowieza (Chung với Belarus)                                                                        |              | Podlaskie 52°40′00″B 23°50′00″Đ / 52,666667°B 23,833333°Đ                 | N/A               | 33; 1979; Thiên nhiên: vii           | Rừng Białowieża là một khu rừng cổ thụ nằm ranh giới giữa hai quốc gia, cách 70 km (43 dặm) về phía bắc thành phố Brest (Belarus) và 62 km (39 dặm) về phía đông nam của Białystok (Ba Lan). Đây là một trong những phần còn lại và lớn nhất còn lại của rừng nguyên sinh rộng lớn đã từng trải dài khắp khu vực đồng bằng châu Âu. Văn bản Luật ghi chép đầu tiên về bảo vệ rừng bắt đầu từ năm 1538, khi vua Zygmunn I đã ban hành văn bản, quy định hình phạt tử hình nếu giết hại một con bò rừng khổng lồ. |
| Trung tâm lịch sử Warszawa                                                                                 |              | Warsaw 52°14′59″B 21°00′44″Đ / 52,2498°B 21,0122°Đ                        | Thế kỷ 13–20      | 30; 1980; Văn hóa: ii, vi            | Warszawa được thành lập vào thế kỷ 13. Ban đầu được bao quanh bởi một bức tường chắn bằng đất đá, sau đó được củng cố bằng những bức tường bằng gạch vào năm 1339. Thị trấn đã lớn lên xung quanh lâu đài của Công tước Mazovia mà sau này trở thành Lâu đài Hoàng gia. Quảng trường chợ (Rynek Starego Miasta) hình thành vào cuối thế kỷ 13 đầu thế kỷ 14 dọc theo con đường liên kết lâu đài với New Town ở phía Bắc. |
| Thành phố cổ Zamość                                                                                        |              | Zamość 50°43′14″B 23°15′31″Đ / 50,720556°B 23,258611°Đ                    | 1582–Thế kỷ 17    | 564; 1992; Văn hoá: iv               | Jan Zamoyski ủy quyền cho kiến trúc sư người Ý Bernardo Morando thiết kế thành phố. Các đặc điểm chính của khu phố cổ đã được bảo tồn tốt kể từ khi thành lập. Nó bao gồm Quảng trường Chợ lớn có diện tích 100x100 mét với những ngôi nhà cổ kính Armenia, cũng như những mảnh vỡ của pháo đài ban đầu, kể cả những bức tường từ thời kỳ chiếm đóng của Nga trong thế kỷ 19. |
| Lâu đài của chế độ Giéc manh tại Malbork                                                                   |              | Malbork 54°02′23″B 19°01′40″Đ / 54,039722°B 19,027778°Đ                   | Thế kỷ 13-14      | 847; 1997; Văn hoá: ii, iii, iv      | Đây là lâu đài lớn nhất thế giới xét về diện tích. Nó được xây dựng bởi Kỵ sĩ dòng Giéc manh tại Phổ, dựa theo hình thức của pháo đài Ordensburg. Cái tên của nó là Marienburg (Lâu đài của Mary). Thị trấn mà phát triển xung quanh nó cũng được đặt tên Marienburg. Lâu đài là một ví dụ điển hình của một pháo đài thời Trung Cổ. Được hoàn thành vào năm 1406, đây là lâu đài mang kiến trúc Gothic bằng gạch lớn nhất thế giới. |
| Thị trấn thời Trung Cổ Toruń                                                                               |              | Toruń 53°02′00″B 18°37′00″Đ / 53,033333°B 18,616667°Đ                     | Thế kỷ 12–15      | 835; 1997; Văn hoá: ii, iv           | Toruń có nhiều công trình kiến trúc từ thời Trung Cổ, bao gồm 200 công trình quân sự. Thành phố này nổi tiếng vì đã bảo tồn gần như nguyên vẹn bố trí không gian thời Trung Cổ và nhiều tòa nhà Gothic, tất cả đều được xây bằng gạch, bao gồm các nhà thờ lớn, tòa thị chính và nhiều nhà ở. Năm 1236, do lũ lụt thường xuyên, thành phố đã được di dời đến khu vực phố cổ hiện tại. Năm 1264, khu vực New Town gần đó được thành lập. Năm 1280, thành phố đã tham gia Liên minh Hanse, và trở thành một trung tâm thương mại thời Trung cổ quan trọng. |
| Kalwaria Zebrzydowska: Kiến trúc phức hợp, Quần thể Công viên cảnh quan và Hành hương                      |              | Kalwaria Zebrzydowska 49°51′37″B 19°40′15″Đ / 49,860319°B 19,670719°Đ     | 1605-1632         | 905; 1999; Văn hoá: ii, iv           | Thị trấn được đặt tên theo khu quần thể tôn giáo (Calvary) thành lập bởi Thống đốc Kraków là Mikołaj Zebrzydowski vào ngày 1 tháng 12, năm 1602, sau đó được gọi là Công viên Kalwaria Zebrzydowska. Thành phố Zebrzydów được thành lập năm 1617 nhằm mục đích gia tăng số lượng khách hành hương đến thăm khu phức hợp tôn giáo này. |
| Các nhà thờ Hòa bình tại Jawor và Swidnica                                                                 |              | Jawor, Świdnica 51°03′14″B 16°11′46″Đ / 51,054°B 16,196°Đ                 | 1654-1657         | 1054; 2001; Văn hoá: iii, iv, vi     | Các nhà thờ Hòa bình tại Jawor và Świdnica ở Silesia được đặt theo tên của Hòa ước Westfalen năm 1648 cho phép những người của Giáo hội Luther của Silesia xây dựng ba nhà thờ Phúc Âm bằng gỗ, bên ngoài tường thành trên phần đất của Công giáo La Mã. Thời gian xây dựng giới hạn trong một năm. |
| Các nhà thờ gỗ ở Nam Tiểu Ba Lan                                                                           |              | Małopolskie 49°51′34″B 20°16′29″Đ / 49,859444°B 20,274722°Đ               | Thế kỷ 15-18      | 1053; 2003; Văn hoá: iii, iv         | Phong cách nhà thờ bằng gỗ của vùng bắt nguồn từ cuối thời kỳ Trung cổ (cuối thế kỷ 16), bắt đầu bằng đồ trang trí Gothic và chi tiết đa màu, nhưng vì chúng là cấu trúc bằng gỗ nên cấu trúc, hình dáng và cảm giác hoàn toàn khác biệt so với kiến trúc Gothic hiện đại ở Ba Lan (bằng đá hoặc gạch). |
| Công viên Muskauer / Mużakowski (Chung với Đức)                                                            |              | Lubuskie 51°33′01″B 14°43′36″Đ / 51,550278°B 14,726667°Đ                  | 1815-1844         | 1127; 2004; Văn hoá: i, iv           | Công viên Muskau là khu vườn cảnh quan kiểu Anh lớn nhất tại Đức và Ba Lan. Nằm tại khu vực lịch sử Thượng Lusatia, nó bao gồm khu vực có diện tích 3,5 kilômét vuông (1,4 dặm vuông Anh) tại Ba Lan và 2,1 km2 (0,81 dặm vuông Anh) tại Đức. Đây là ví dụ điển hình về việc hợp tác văn hóa xuyên biên giới giữa Đức và Ba Lan. |
| Cung Thế kỷ                                                                                                |              | Wrocław 51°06′26″B 17°04′37″Đ / 51,107222°B 17,076944°Đ                   | 1911-1913         | 1165; 2006; Văn hoá: i, ii, iv       | Cung Thế kỷ (tên gọi cũ là Đại sảnh Nhân dân) là một tòa nhà lịch sử ở Wrocław. Nó được xây dựng theo kế hoạch của kiến trúc sư Max Berg vào năm 1911-1913, khi thành phố là một phần của Đế quốc Đức. Là điểm nhấn đầu tiên về kiến trúc bê tông cốt thép, công trình được UNESCO đưa vào Danh sách di sản thế giới. |
| Nhà thờ gỗ Tserkvas trên dãy Karpat ở Ba Lan và Ukraina (Chung với Ukraina)                                |              | Brunary, Chotyniec, Kwiatoń, Owczary, Powroźnik, Radruż Smolnik, Turzańsk | Thế kỷ 16 - 19    | 1424; 2013; Văn hoá: iii, iv         | Nằm ở rìa phía Đông của Trung Âu, tài sản xuyên quốc gia đã lựa chọn 16 nhà thờ tserkvas, một kiểu nhà thờ được làm bằng gỗ tròn nằm ngang được xây dựng trong khoảng thời gian thế kỷ 16 đến 19 bởi các cộng đồng các tín ngưỡng Công giáo Chính thống phương Đông và Hy Lạp. Chúng thể hiện sự biểu hiện văn hoá của bốn nhóm dân tộc học và các đặc điểm về họa tiết trang trí, kỹ thuật đã phát triển theo thời gian. Các nhà thờ tserkvas mang một truyền thống xây dựng khác biệt bắt nguồn từ thiết kế của Giáo hội Chính thống hòa trộn với các yếu tố của truyền thống địa phương, và các hình ảnh tượng trưng của cộng đồng các dân tộc. Chúng nổi bật với vòm mở tứ giác hoặc hình bát giác, có các tháp chuông bằng gỗ, gắn liền với nhà ở và nghĩa trang. |
| Mỏ chì-bạc-kẽm tại Tarnowskie Góry và Hệ thống quản lý nước ngầm                                           |              | Tarnowskie Góry 50°15′48″B 18°30′52″Đ / 50,263371°B 18,51442°Đ            | Thế kỷ 16         | 1539; 2017; Văn hoá: i, ii, iv       | Tọa lạc tại Thượng Silesian, một khu vực miền nam Ba Lan nổi tiếng về khai mỏ lớn ở Trung Âu, địa điểm di sản bao gồm toàn bộ mỏ ngầm, giếng khai thác, phòng trưng bày và hệ thống quản lý nước. Hầu hết địa điểm này nằm ngầm, trong khi khu vực khai thác lộ thiên đặc trưng bởi những gì còn lại của trạm bơm hơi nước thế kỷ 19, chứng tỏ nỗ lực liên tục trong ba thế kỷ để thoát khỏi việc khai thác ngầm, từ đó nước có thể cung cấp cho thị trấn và công nghiệp khác gần đó.Tarnowskie Góry đại diện cho đóng góp vào quá trình khai thác, sản xuất chì và kẽm toàn cầu. |
| Vùng khai thác đá lửa sọc thời tiền sử Krzemionki                                                          |              | Ostrowiec Świętokrzyski 50°58′4,7″B 21°30′8,3″Đ / 50,96667°B 21,5°Đ       | 3900 TCN–1600 TCN | 1599; 2019; Văn hóa: iii, iv         | Một tổ hợp khai thác đá lửa thời kỳ đồ đá mới và đồ đồng để khai thác đá lửa có đường sọc Kỷ Jura muộn nằm cách Ostrowiec Świętokrzyski khoảng 8 km về phía đông bắc. Đây là một trong những khu mỏ đá lửa tiền sử lớn nhất được biết đến ở châu Âu cùng với Grime's Graves ở Anh và Spiennes ở Bỉ. |
| Các khu rừng sồi nguyên sinh trên dãy Carpath và các khu vực khác của châu Âu (Chung với 17 quốc gia khác) | Foggy forest | Podkarpackie 49°17′17″B 22°29′49″Đ / 49,288°B 22,497°Đ                    | N/A               | 1133quater; 2021; Thiên nhiên:ix     | Di sản này bao gồm các khu rừng ở 18 quốc gia khắp Châu Âu. Những khu rừng này thể hiện quá trình mở rộng sau thời kỳ hậu băng hà của rừng sồi châu Âu, thể hiện các mô hình và quy trình sinh thái hoàn chỉnh và toàn diện nhất của các lâm phần nguyên sinh và hỗn hợp của sồi châu Âu trong nhiều điều kiện môi trường khác nhau. Địa điểm lần đầu tiên được liệt kê vào năm 2007 và sau đó được mở rộng vào các năm 2011, 2017 và 2021 để bao gồm các khu rừng ở một số quốc gia khác. Vườn quốc gia Bieszczady ở Ba Lan đã được thêm vào danh sách trong năm 2021. |

## Danh sách dự kiến
Ngoài các di sản đã được công nhận, các quốc gia thành viên còn có thể đề cử các di sản dự kiến để xem xét công nhận trong tương lai. Một di sản thế giới chỉ được công nhận nếu trước đó nó đã nằm trong danh sách dự kiến. Tính đến hết ngày 24 tháng 10 năm 2019, Ba Lan hiện có 5 di sản dự kiến:
| Địa điểm                                                                                | Hình ảnh                                                           | Vị trí       | Năm niêm yết | Tiêu chí            | Mô tả |
| --------------------------------------------------------------------------------------- | ------------------------------------------------------------------ | ------------ | ------------ | ------------------- | --- |
| Gdansk—Thị trấn của Ký ức và Tự do                                                      | Gdansk waterfront and a old-style ship in the channel              | Pomorskie    | 2005         | Văn hóa: ii, iv, vi | Thành phố Gdańsk đã chứng kiến một số sự kiện quan trọng trong lịch sử châu Âu, bao gồm trận chiến đầu tiên trong Chiến tranh thế giới lần thứ hai diễn ra tại Westerplatte và sự khởi đầu của phong trào Đoàn kết ở Nhà máy đóng tàu Gdańsk. Hơn nữa, Thị trấn còn có một số tòa nhà theo phong cách Gothic và Rennaisance. |
| Kênh đào Augustów (Chung với Belarus)                                                   | River canal, trees on both sides                                   | Podlaskie    | 2006         | Văn hóa             | Kênh đào này được xây dựng từ năm 1823–1839, để cung cấp liên kết trực tiếp giữa hai con sông chính, sông Vistula qua sông Biebrza - một phụ lưu của sông Narew, và sông Neman qua phụ lưu của nó là sông Czarna Hańcza, đồng thời nó cũng dẫn ra Biển Đen ở phía nam thông qua kênh đào Oginski, sông Daugava, kênh đào Berezina và sông Dnepr. Nó cho phép các tuyến đường thương mại đi qua lãnh thổ Đông Phổ, trước đó đã đưa ra mức thuế quan cao đối với hàng hóa Ba Lan và Litva quá cảnh. Di sản kỹ thuật của kênh đào bao gồm các âu tàu, đường dẫn nước, cũng như các con đường và cầu. Kênh đào hiện nằm trên lãnh thổ của Belarus và Ba Lan, do đó, việc đề cử có tính xuyên quốc gia. |
| Hẻm núi sông Dunajec tại Dãy núi Pieniny                                                | River gorge, surrounded by tree-covered mountains                  | Małopolskie  | 2006         | Thiên nhiên         | Hẻm núi sông Dunajec trong Vườn quốc gia Pieniny rất phong phú về các loài động thực vật. Vì dãy núi Pieniny không bị băng giá nên địa điểm này có thể được sử dụng để nghiên cứu sự tiến hóa của thảm thực vật kể từ Cực đại băng hà cuối cùng. |
| Trung tâm Chủ nghĩa Hiện đại của Gdynia — Ví dụ về việc xây dựng một cộng đồng hòa nhập | Những tòa nhà trắng mang phong cách Hiện đại                       | Pomorskie    | 2019         | Văn hóa: ii, iv, v  | Sau Chiến tranh thế giới lần thứ nhất, thành phố Gdańsk nhận được quy chế là Thành phố Tự do, do đó Nhà nước Ba Lan không thể sử dụng nó như một hải cảng. Ngôi làng Gdynia gần đó được coi là trung tâm kinh tế mới và một trung tâm thành phố theo Chủ nghĩa Hiện đại được xây dựng là cốt lõi của nó vào những năm 1920 và 1930. Vào thời điểm đó, dân số đã tăng từ 1200 lên 120.000 người và thành phố trở thành biểu tượng của sự hiện đại hóa và tham vọng hàng hải của Nhà nước trẻ. |
| Nhà máy giấy ở Duszniki-Zdrój                                                           | Red museum building with a dark wooden roof, surrounded by a fence | Dolnośląskie | 2019         | Văn hóa: iii, iv    | Nhà máy giấy ở Duszniki-Zdrój là một trong những nhà máy giấy được bảo tồn lâu đời nhất ở châu Âu. Nó được xây dựng vào thế kỷ 16 đã mang lại sự giàu có và thịnh vượng cho chủ sở hữu vào thế kỷ 17. Năm 1968, nó trở thành một viện bảo tàng. Vào thời điểm được đề cử, nhà máy vẫn duy trì sản xuất giấy thủ công truyền thống. |